# Andrij Maksymenko
Andrij Maksymenko (ukrainisch Андрій Максименко, russisch Андрей Максименко/Andrei Maksimenko; * 7. Dezember 1969 in Tscherkassy) ist ein ukrainischer Schachmeister.

## Leben
Maksymenko siegte oder belegte vordere Plätze in mehreren Turnieren: 2. Platz beim Lublin-B Turnier (1993), 3. Platz beim Catania Open in Cattolica (1994), 1. Platz beim Turnier in Aalborg (1995), 3. Platz beim BSF Turnier in Kopenhagen (1995), 1. Platz beim Turnier in Lemberg (1995), 1. Platz beim Schöneck-B Turnier (1996), 2. Platz beim 2. Popel Memorial (1999), 1. Platz beim Leonid Stein Memorial-B (2000), 1. Platz beim Cup of Galychina in Lemberg vor Vitali Golod und Harmen Jonkman (2001) und 2. Platz beim GM-Turnier in Berlin hinter Viktor Erdős (2009).
1991 wurde er Internationaler Meister, seit 1995 trägt er den Großmeister-Titel.

## Vereine
In der deutschen Schachbundesliga spielte Maksymenko in den Spielzeiten 2005/06 und 2007/08 für den SK Zehlendorf, in der Saison 2008/09 für den SC Kreuzberg, seit der Saison 2010/11 spielt er für die Schachfreunde Berlin. In den 1990er-Jahren spielte er für den Berliner Verein Schwarz-Weiß Lichtenrade, mit dem er die Berliner Pokalmannschaftsmeisterschaft 1997 am Spitzenbrett gewann und in der Saison 1998/99 in der 2. Bundesliga Nord spielte.
In der österreichischen Bundesliga spielt er seit der Saison 2011/12 für den ASVÖ Wulkaprodersdorf. In der ukrainischen Mannschaftsmeisterschaft belegte er 2002 den zweiten Platz mit der Mannschaft von Carpathia-Galicia Lwiw, mit der er im gleichen Jahr auch am European Club Cup teilnahm. In der polnischen Ekstraliga spielt er seit 2012 für den ŻTMS Baszta Żnin, in der tschechischen Extraliga spielte er in der Saison 2003/04 für ŠK Sokol Vyšehrad, in der bosnischen Premijer Liga 2003 für den ŠK Napredak Bugojno und in der slowakischen Extraliga in der Saison 1994/95 für den Meister 1.ŠK Rimavská Sobota.